# Стихей Жирмунского
Стихей Жирмунского (лат. Ernogrammus zhirmunskii) — вид морских лучепёрых рыб из семейства стихеевых (Stichaeidae). Назван в честь Алексея Владимировича Жирмунского (1921—2000), академика Российской академии наук, основателя и директора Института биологии моря (ДВО РАН, Владивосток), инициатора создания Дальневосточного морского заповедника.
Максимальная длина тела до 6,4 см для самца и 7,5 см для самки. В спинном плавнике 41—42 жёстких лучей. В анальном плавнике 2 жёстких луча и 28—30 мягких. Позвонков 44—47. Отличается от других представителей рода наличием 7 чувствительных каналов на теле, включая один короткий канал в середине брюшка; лучи анального плавника с одним коротким жёстким шипом сзади. Есть узкая белая полоска между двумя широкими черными на основании брюшного плавника и тёмное пятно на спинном плавнике спереди.
Донный вид. Обитает в северо-западной части Тихого океана: Японское море, включая российские воды. Этот вид, судя по визуальным подводным наблюдениям, встречается на каменистых грунтах на глубине 2,5-11,3 м при температуре воды от 14°С до 21°С в период с июля по сентябрь. Это скрытный вид, он редко покидает свои убежища под валунами в дневное время, обычно выставляя только переднюю часть тела. При сборе под одним валуном размером 0,3 × 0,3 м обычно находили 1-3 рыбы, общая плотность достигала 8 экз./м². Этот вид неактивен ночью, в отличие от E. hexagrammus, который обычно встречается в тех же местах обитания. Особи типовой серии имели среднюю массу тела 1,425 г (1,1—1,9 г), самая мелкая пойманная рыба (малёк длиной 34 мм) имела массу тела 0,35 г. Желудки собранных экземпляров содержали остатки раковин мелких моллюсков Falsicingula mundana, останки неопознанной рыбы и фрагменты крошечных рыбьих икринок.
Охранный статус вида не определён. Для человека безвреден и коммерческой ценности не имеет.

## Иллюстрации

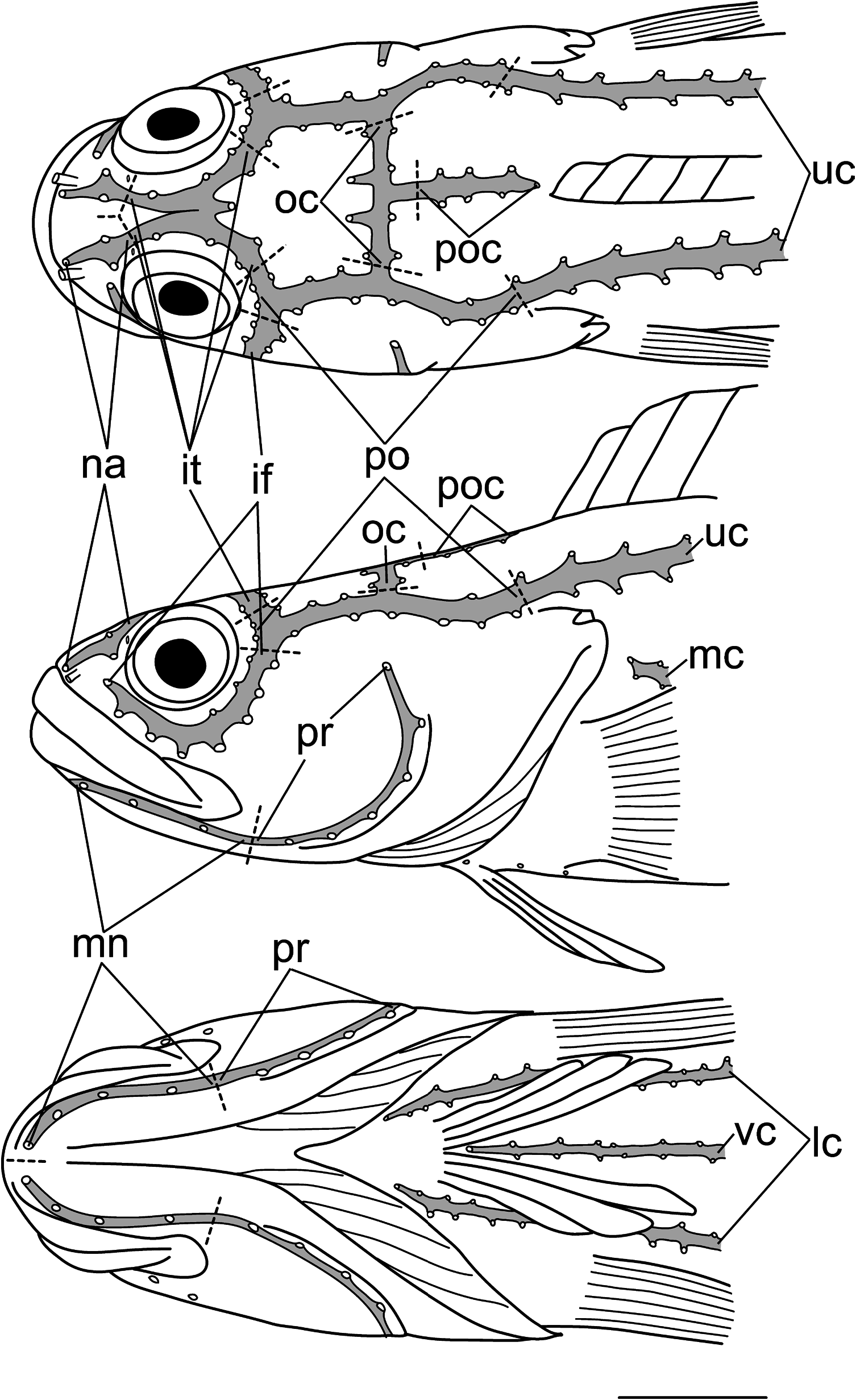
Система сенсорных каналов Ernogrammus zhirmunskii, HUMZ 205547, 86,2 мм SL. на, носовые поры; оно, межглазничная пора; если, подглазничные поры; oc — затылочная пора; poc — поры на заднем затылочном канале; po — заглазничные поры; pr — преоперкулярные поры; mn — нижнечелюстные поры; uc — канал верхней боковой линии; mc — средний канал боковой линии; lc — канал нижней боковой линии; vc, канал вентральной боковой линии. Пунктирные линии разделяют вышеназванные отделы сенсорных каналов. Длина отрезка 5 мм.
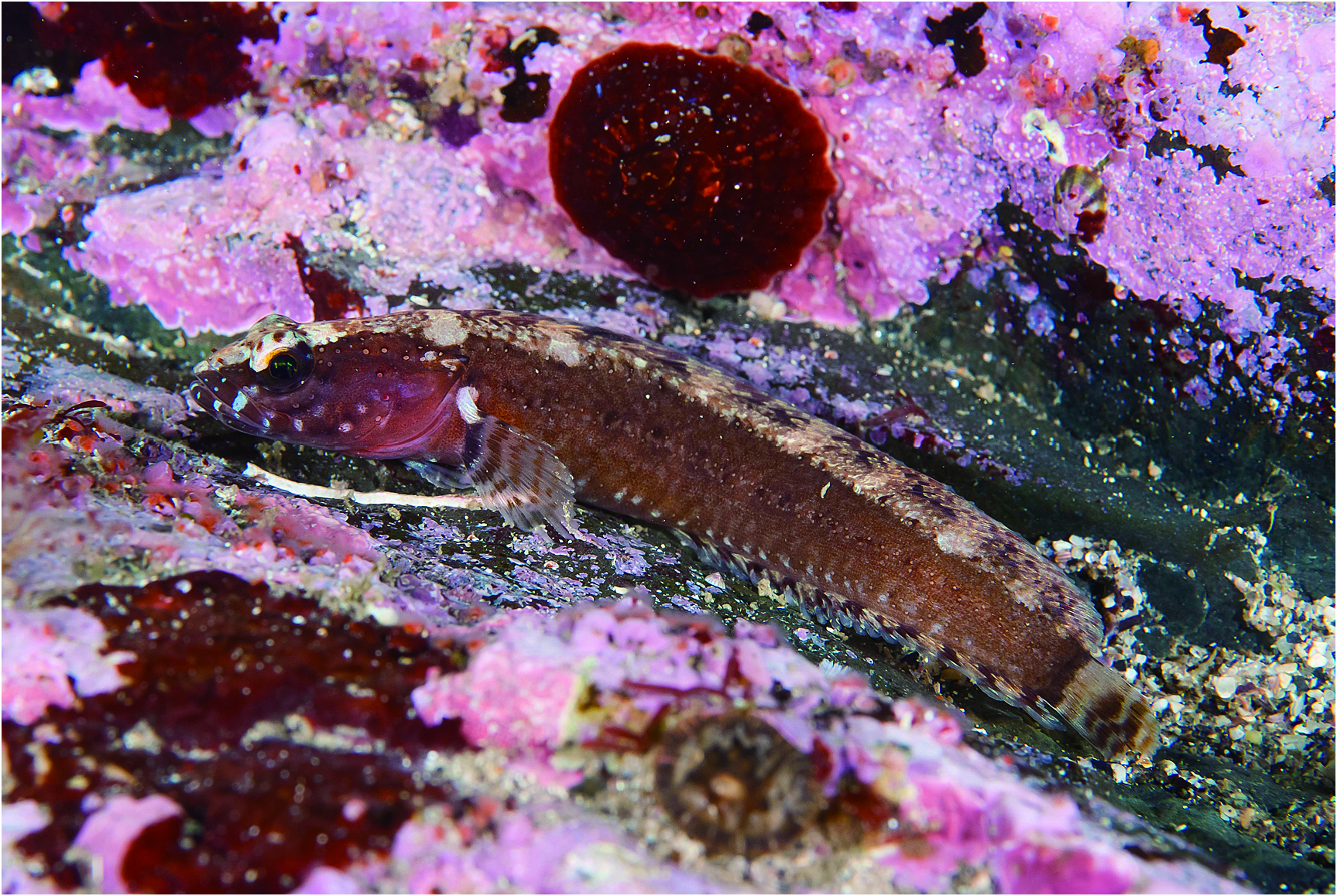
Подводная фотография, сделанная Нагааки Сато в заливе Сизугава, префектура Мияги, Япония.